# Александар Суворов
Александар Васиљевич Суворов (рус. Алекса́ндр Васи́льевич Суво́ров; Москва, 12. новембар/24. новембар 1729 — Санкт Петербург, 6. мај/18. мај 1800) — гроф Суворов од Рамника (рус. граф Рымникский), кнез италијански, (рус. князь Италийский) гроф од Светог римског царства, велики војвода Сардиније, генерал-фелдмаршал војске Аустрије и генерал-фелдмаршал војске Сардиније, генералисимус руске војске, један је од најзначајних војсковођа 18. века. Важи за једног од најспособнијих и најзначајних генерала икада.
Суворов се сматра за једног од неколицине генерала у историји који никада нису изгубили битку (63—0). Чувен је по свом војном приручнику „Наука побеђивања“, и остао је запамћен по многим изрекама као што су: „Што теже на обуци, то лакше у борби“ (рус. Тяжело в обучении — легко в бою), „Што више удобности, то мање храбрости“, (рус. Чем больше удобств, тем меньше храбрости), „Дисциплина је мајка победе“ (рус. Дисциплина — мать победы).
Учио је војнике да нападају без устезања и одлучно: „Нападајте хладним челиком! Гурајте из све снаге бајонетом!“ Био је присан са својим људима. Обичне војнике је ословљавао са „брате“, а резултате свог детаљног и пажљивог планирања је представљао као ствар инспирације.
Када му је било 12 година уписан је у телесни гардијски Семјновски пук где је као и сви његови вршњаци добио одсуство до 17. године. Од 1. јануара 1746. године уписан је као каплар при трећој чети Семјновског пука. Од првог дана је систематски радио на челичењу чврсте воље, и у то време, свог слабог здравља. Произведен је за подофицира 1749. године, а затим за сержанта (наредника). У улози дипломатског курира, због знања језика, ишао је повремено у Варшаву и Берлин. 15. априла 1754. године био је постављен за официра у Ингерманском пуку. За време седмогодишњег рата 1756. године Суворов је у Пруску довео 17 новоформираних батаљона, а затим је постављен за команданта Мемела. Постао је пуковник 1759. године, и командант Казанског пешачког пука. 1760. године у саставу лаког партизанског одреда Чернишева узео је учешћа у гоњењу ка Берлину са српским пуковником Петром Текелијом кога је хвалио, говорећи да ће "Текелија, са својим хусарима Србима, свуда прогурати".
Одређен је за лаки корпус генерала Берга 1761. године, где је примио команду над Тверским драгунским пуком. У боју код Најгартена је рањен пушчаним зрном. 1768. унапређен је у бригадног генерала и са својим пуком одлази у Смоленск где ће га затећи Први пољски конфедеративни рат, који ће 1772. довести до прве поделе Пољске. Године 1770. произведен је за генерал-мајора и командатна Љублинског рејона. 1772. град Краков се предаје Суворову. 1773 - 74. поведен је рат са Турцима где је Суворов одређен у армију Румјанцева. Суворовљеве трупе су се бориле изванредно, нанеле Турској војсци велике губитке, а сам Суворов је, иако рањен, све време лично руководио у биткама. Царица Катарина друга га је за овакву јединствену службу одликовала орденом Светог Ђорђа.
Победио је у многим биткама у руско-турским ратовима, највише се прославио освајањем Измаила 1790. Учествовао је у гушењу устанка Пугачова 1774, угушио је устанак Кошћушка 1794. у Пољској. На челу удружене руско-аустријске војске 1799. потиснуо је Французе из северне Италије. Прославио се походом у Швајцарску преко Сент Готарда 1799. Титулу грофа добио је због победе у бици код Рамника 1789. године.

## Младост и каријера
Александар Суворов је рођен у племићкој породици пореклом из Новгорода у московској вили свог деде по мајци, Федосеја Манукова. Његов отац, Василиј Суворов, био је главни генерал и сенатор у Правитељствујушчем сенату, а заслужан је за превођење Вобанових дела на руски. Његова мајка, Авдотја Фјодоровна (рођена Манукова), била је ћерка Федосеја Манукова. Према породичном предању, његов предак по оцу, по имену Сувор, емигрирао је из Карелије, Шведска, са својом породицом 1622. године и уписао се у руску службу да служи цару Михаилу Фјодоровичу (његови потомци су постали Суворови). Сам Суворов је свом помоћнику, пуковнику Антингу, испричао историјски извештај своје породице, посебно говорећи да је његов предак, рођен у Шведској, био племићког порекла, јер је учествовао под руском заставом у ратовима против Татара и Пољака. Ове подвиге цареви су наградили земљом и сељацима. Ову верзију су, међутим, недавно довели у питање истакнути руски лингвисти, професори Николај Баскаков и Александра Васиљевна Суперанскаja, који су истакли да реч Суворов вероватније потиче од древног руског мушког имена Сувор на основу придева сувори, што значи „тешко“ на руском. Баскаков је указао и на чињеницу да на породичном грбу Суворових нема никаквих шведских симбола, што указује на његово руско порекло. Међу првима од оних који су указивали на руско порекло имена била је царица Катарина II, која је у писму Јохану фон Цимерману 1790. забележила: „Несумњиво је да је име Суворових одавно племенито, да је руско од од памтивека и пребива у Русији“, и гроф Семјон Воронцов 1811. године, особа која је познавала Суворове. Њихове ставове подржавали су и каснији историчари: процењено је да је до 1699. године у Русији било најмање 19 истоимених руских властелинских породица, не рачунајући њихове имењаке нижег статуса, и да све нису могле да воде порекло од једног странца који је стигао само 1622. године. Штавише, генеалошке студије указују на руског земљопоседника по имену Сувор који се помиње под 1498. годином, док документи из 16. века помињу Василија и Савелија Суворова, од којих је последњи доказани предак генерала Александра Суворова. Шведска верзија Суворовљеве генеалогије је разоткривена у Генеалошкој књизи руског племства В. Румела и В. Голубцова (1887) пратећи Суворовљеве претке из тверског племства из 17. века. Године 1756, први рођак Александра Суворова, Сергеј Иванович Суворов, у својој изјави о пореклу (сказка) за свог сина је рекао да он нема никакав доказ о племству. Он је започео своју генеалогију од свог прадеде, Григорија Ивановича Суворова, који је „служио као дворовски бојарски потомак у Кашину.
Као дечак, Суворов је био болешљиво дете и његов отац је претпостављао да ће као одрасла особа радити у државној служби. Међутим, показао се као одличан ученик, ентузијастично је проучавао математику, књижевност, филозофију и географију, научио да чита француски, немачки, пољски и италијански, а са огромном библиотеком свог оца посветио се интензивном проучавању војне историје, стратегије, тактике и неколико војних аутора укључујући Плутарха, Квинта Курција, Корнелија Непота, Јулија Цезара и Карла XII. Ово му је такође помогло да развије добро разумевање инжињерије, опсадног ратовања, артиљерије и утврђења. Своје физичке болести покушао је да савлада кроз ригорозне вежбе и излагање тешкоћама. Његов отац је, међутим, инсистирао да није способан за војску. Када је Александар имао 12 година, генерал Ганибал, који је живео у суседству, чуо је како се његов отац жалио на Александра и затражио да разговара са дететом. Ганибал је био толико импресиониран дечаком да је убедио оца да му дозволи да настави каријеру по свом избору. Суворов је ушао у армију 1748. и служио је у Семјоновском спасилачком пуку шест година. Током овог периода наставио је студије похађајући наставу у Кадетском корпусу копнене војске. Прво борбено искуство стекао је борећи се против Пруса током Седмогодишњег рата (1756–1763). Након што се више пута истакао у биткама, Суворов је постао пуковник 1762. године, са око 33 године. Суворов је затим служио у Пољској током Барске конфедерације, распршио пољске снаге под Пуласким и заузео Краков (1768), утирући пут за прву поделу Пољске између Аустрије, Пруске и Русије, и достигао чин генерал-мајора.